# Museu do Vidro
O Museu do Vidro (MOG) é um museu dedicado ao meio de arte de vidro localizada em Tacoma, Washington. Não deve ser confundido com vários outros museus do vidro, como o situado em Corning, Nova York, já que o Museu do Vidro de Tacoma foca a arte contemporânea.
A área de Tacoma foi escolhido em parte porque é a cidade natal do famoso artista de vidros Dale Chihuly. O museu, ideia do Dr. Philip M. Phibbs, foi projetado pelo renomado arquiteto canadense Arthur Erickson e inaugurado em Julho de 2025. Ele está localizado na "Hidrovia Thea Foss" e perto da Universidade de Washington, no centro. O museu está vinculado ao centro da cidade pela "Bridge of Glass". A ponte é constituída por milhares de obras de arte em vidro, criado por Chihuly que também fez no local o "Venetian Wall", "Seaform Pavilion" e "Crystal Towers".
O museu exibe um edifício cônico. A sala atingi 27m e tem dois fornos alcançando temperaturas de 1.320°C. Há também várias outras exposições no exterior, incluindo a "Floresta da Água" (que foi restaurado no Verão de 2009), refletindo piscinas e um passeio beira-mar.

## Objetivo
O objetivo do Museu do Vidro, é proporcionar um ambiente dinâmico de aprendizagem para apreciar o meio de vidro através de experiências criativas, coleções e exposições.